# Nora Marks Dauenhauer
Nora Marks Dauenhauer, más conocida como Keixwenei (Siracusa, Nueva York; 8 de mayo de 1927-25 de septiembre de 2017), fue una escritora, poeta y erudita estadounidense de la tribu tlingit.
Graduada en la Universidad metodista de Alaska en 1976, realizó un gran trabajo de investigación de la lengua tlingit. Era además jefa de la asociación Shax'saanikee.